# Xarxet del Baikal
El xarxet del Baikal (Sibirionetta formosa) és un petit ànec d'hàbits migratoris que habita estanys, rius i llacs. Cria en Sibèria Oriental i passa l'hivern a l'est i sud-est de la Xina, Corea del Sud i sud del Japó.

## Taxonomia
Característiques moleculars i de comportament fan que avui no es considere ubicat al gènere Anas sinó com l'única espècie del gènere Sibirionetta Boetticher, 1929.